# Feldbahnschauanlage Glossen
| Feldbahnschauanlage Glossen    | Feldbahnschauanlage Glossen |
| ------------------------------ | --------------------------- |
| Umladerampe am Bahnhof Glossen |                             |
| Streckenverlauf                |                             |
| Streckenlänge:                 | ca. 1,2 km                  |
| Spurweite:                     | 600 mm (Schmalspur)         |
|                                |                             |

Die Feldbahnschauanlage Glossen ist eine als Museumsbahn betriebene Feldbahn bei Mügeln im Südosten des Landkreises Nordsachsen in Sachsen.

## Streckenverlauf
Die etwa 1,2 km lange Strecke hat eine Spurweite von 600 mm. Sie verläuft vom Bahnhof Glossen an der Schmalspurbahn Mügeln–Neichen (Spurweite 750 mm) zu einer Quarzitgrube.

## Geschichte
Die Quarzitsteinbrüche wurden bis zum Ende des Zweiten Weltkriegs unter dem Namen Didier-Werke AG, Grube Glossen und zu Zeiten der DDR als VEB Silikatwerk Brandis, Quarzitgrube Glossen betrieben.
Die Gemeinde erwarb nach der Wiedervereinigung das gesamte Steinbruchgelände von der Treuhand-Liegenschaftsgesellschaft. Es wurde 1994 durch das Denkmalamt des Landes Sachsen unter Denkmalschutz gestellt. Die Feldbahn und die wichtigsten Anlagen der stillgelegten Quarzitgrube werden vom am 9. Januar 1994 gegründeten Verein Feldbahnschauanlage Glossen e.V. betriebsfähig erhalten und zum Tag des Denkmals 1995 erstmals der Öffentlichkeit zugänglich gemacht. Seitdem werden sie an mehreren Fahrtagen pro Jahr öffentlich vorgeführt. Im Jahr 2003 wurde das ehemalige Sozialgebäude zum Feldbahn- und Steinbruchmuseum ausgebaut.

## Schienenfahrzeuge
Es gibt 22 Lokomotiven und 117 Wagen unterschiedlichster Bauart auf der Feldbahn.